# ستبردمیان
ستبردمیان (نام علمی: Dasyurinae) نام یک زیرخانواده از تیره ستبردمان است.